# The Good Neighbor - Sotto controllo
The Good Neighbor - Sotto controllo (The Good Neighbor) è un film del 2016 diretto da Kasra Farahani, con protagonisti James Caan, Logan Miller e Keir Gilchrist.

## Trama
Ethan Fleming e Sean Turner hanno messo a punto un esperimento psicologico che, attraverso delle illusioni, riescono a convincere il vicino Harold Grainey della presenza di fantasmi in casa sua. I due, iniziano a manipolare il vecchio Harold, ma pian piano, scoprono che quest'ultimo, nasconde terribili segreti.

## Distribuzione
Il film, è andato in onda in lingua italiana il 31 maggio 2019, sulla rete svizzera RSI e nel maggio 2020 è stato distribuito sulla piattaforma streaming Amazon Prime Video.